# Takashi Yamahashi
Takashi Yamahashi (Hokkaido, 31 mei 1972) is een voormalig Japans voetballer.

## Carrière
Takashi Yamahashi speelde tussen 1991 en 1998 voor Cerezo Osaka en Consadole Sapporo.